# Caslano
Caslano är en ort och kommun  i distriktet Lugano i kantonen Ticino, Schweiz. Kommunen har 4 363 invånare (2023). Caslano ligger vid Luganosjön.